# Pedregoso (Zacatecas)
Pedregoso es una localidad mexicana en el municipio de Pinos, perteneciente al Estado de Zacatecas. Se encuentra 135 km al sureste de la capital del estado, a 86,5 km de Aguascalientes, a 118 km de San Luis Potosí y a 25 km de la cabecera municipal, Pinos.  

## Población
Cuenta con una población de 2642 habitantes, siendo así la segunda localidad más poblada del municipio y junto con Pinos, una de los dos únicos núcleos urbanos que en el existen.

## Economía
La economía de esta localidad se basa principalmente en la agricultura y ganadería, aunque también una de sus principales actividades económicas es la panadería, reconocido por toda el área de Pinos como la localidad donde se fabrica el mejor pan de la región, exportándolo incluso a diferentes estados vecinos.

## Religión
Históricamente, la localidad tiene una mayoría de población católica, sin embargo una pequeña parte de la población practica el cristianismo también. Existen tres centros de culto: dos de culto católico:  el Templo del Señor De Las Injurias (localizado en la estructura original de lo que en su día fuera una hacienda) y la Parroquia de El Señor De La Misericordia, perteneciente a la Diócesis de Zacatecas; y el Salón Del Reino De Los Testigos De Jehová de culto cristiano.